# Znanost u Hrvatskoj
Znanost u Hrvatskoj preko istraživačkih i razvojnih napora čini sastavni dio gospodarstva zemlje. Postoji kontinuirano od humanizma do danas, uključujući najrazličitije znanstvene discipline.
Hrvatska je dom istaknutih znanstvenika u raznim znanstvenim područjima. Dva hrvatska znanstvenika osvojila su Nobelove nagrade u znanosti. Lavoslav Ružička dobitnik je Nobelove nagrade za kemiju 1939. godine, a Vladimir Prelog također je dobitnik Nobelove nagrade za kemiju 1975. godine. Nikola Tesla je znanstvenik i inovator svjetskog glasa. Radio je u području elektrotehnike i radiotehnike, te je izumio okretno magnetsko polje i višefazni sustav izmjeničnih struja. U novije vrijeme među hrvatskim znanstvenicima svjetskog glasa su: Ivan Đikić, Marin Soljačić, Mladen Petravić, Miroslav Radman, Davor Pavuna, Krešimir Pavelić, Tomislav Domazet-Lošo i dr.
Znanstvena istraživanja u zemlji podržavaju hrvatska sveučilišta, znanstvene institucije i instituti kao što su: HAZU, Institut Ruđer Bošković, Energetski institut Hrvoje Požar i sl.
Među najznačajnije izumitelje ubrajaju se: Nikola Tesla, Slavoljub Penkala, Faust Vrančić, Ruđer Bošković, Ivan Vučetić, Ante Maglica, Ivan Lupis, Benedikt Kotruljević i dr. Među hrvatskim izumima izdvajaju se: kravata, korištenje otiska prsta u daktiloskopiji, sumamed, apaurin, Vegeta i dr.
Veliku ulogu u razvitku suvremene hrvatske znanosti ima superračunalo Isabella.